# Jesper Danielsson
Jesper Danielsson, född 21 juni 1963 på Lidingö, är en svensk produktionsassistent, regiassistent och ljudläggare. Han är son till regissören Tage Danielsson.

## Filmografi
Regi
- 2007 – Draken (TV-serie)
- 2008 – Habib (TV-serie)
- 2012 – Sam tar över (TV-serie)

Roller
- 1971 – Äppelkriget
- 1978 – Picassos äventyr
- 1987 – Jim och piraterna Blom